# David Ehrenfeld
David Ehrenfeld est un biologiste et philosophe des sciences américain, professeur à la Rutgers University et l'auteur d'une douzaine de livres .
Après des études de médecine à Harvard (1967), il obtient un doctorat en zoologie à l'université de Floride en étudiant les tortues de mer. Dès les années 70', Ehrenfeld promeut le rôle du biologiste comme «avocat pour le monde naturel» dans Conserving Life on Earth (1972) et The Arrogance of Humanism (1978).
Il est l'un des grands pionnier de la biologie de conservation, le fondateur et premier rédacteur de la revue Conservation Biology.

## L'arrogance de l'humanisme
Ehrenfeld a beaucoup contribué au développement de la biologie de la conservation, mais c’est son essai The Arrogance of Humanism qui lui a valu une réputation bien plus large et une influence majeure. Selon Bron Taylor (en), la critique de l’arrogance humaniste d’Ehrenfeld a été citée  par beaucoup de conservationnistes comme ayant une influence majeure sur leurs pensées. Paul Ehrlich, par exemple, s'y est référé dans un de ses article en défense de la conservation.
Le livre a été décrit comme «Attaquant rien moins que la philosophie globalement dominante actuellement : l'humanisme, que l'auteur trouve excessivement. dangereux dans ses assomptions.»
Pour Ehrenfeld, l'humanisme est une religion qui partage avec la tradition judéo-chrétienne la responsabilité des conséquences pour nous-mêmes et pour l'environnement de l'arrogance humaine. S'il ignore dans ce livre la tradition judéo-chrétienne, ce n'est pas pour l'absoudre mais parce que l'humanisme est devenu dominant, avec sa foi en les enfants de la raison pure, la science et la technologie, menant à la croyance optimiste et selon-lui naïve que tous les problèmes de l'humanité sont solubles par elle-même.
Néanmoins, il rejette toute accusation de misanthropie . Ce serait pour lui une honte que la misanthropie soit associée à l'antihumanisme mais ce ne serait pas une excuse pour ne pas rejeter l'humanisme.
Dans son analyse, David Takacs pose toutefois la question : «La science se trouve au sommet de l'entreprise humaniste, comme l'usage le plus finement aiguisé de la raison pour comprendre et contrôler le monde naturel. Les biologistes, ces avatars de l'humanisme, peuvent-ils vraiment prêcher une apostasie anti-humaniste?» 

### Dilemme de la conservation
Pour Ehrenfeld, l'humanisme implique que tout ce qui n'a pas d'utilité est considéré sans valeur à moins qu'une valeur précédemment insoupçonnée ne se révèle car la vision humaniste exige une raison pour conserver. Ceci provoque un dilemme pour les conservationnistes qui croient à la Nature et qui, citant Goethe, pensent que«chacune de ses créations a son propre être, chacune représente un concept , pourtant ensemble ils sont Un». Ce dilemme provient du fait que les humanistes ne seront normalement pas intéressé  à la conservation d'un fragment de nature s'il n'y a pas de valeur pour l'humanité. Et si les raisons données pour justifier son utilité ne sont pas convaincantes, même quand elles sont correctes et fiables, les humanistes ne seront pas intéressés à sa conservation. Quant tout est appelé ressource, le monde perd toute signification, au moins dans une vision humaniste. Il en résulte une tendance à exagérer les avantages de sa protection chez les conservationnistes, dans un esprit humaniste,.

### Principe de Noé
Ehrenfeld soutient  le «principe de Noé», avancé dès 1973 par Calvin DeWitt, qui n’a pas pris en compte la valeur économique des espèces qu’il a recueillies sur son arche. C'est pour lui le seul recensement dans la culture occidentale d'un effort plus grand que celui en cours concernant les espèces en danger. Aucune espèce n'a été exclue sur base d'une priorité inférieure, et aucune espèce n'a été perdue. Et c'est un précédent excellent. Une application  du principe de Noé citée par Ehrenfeld mais attribuée à Bernard Dixon (en)  est celle de la sauvegarde du virus de la variole, variola, une espèce en danger : pour lui il n'y a, en fait, aucune ligne logique qui peut être tracée. Chacun des arguments avancés par les conservationnistes s'appliquent au monde de la vermine et des microbes pathologiques comme ils s'appliquent aux baleines, aux gentianes et aux flamants roses.

### Nouveaux clivages politiques
De nouvelles divisions politiques vont pour lui apparaître:
«Toutes les grandes philosophies politiques sont humanistes, et avec l'effondrement abrupt et terrifiant de l'humanisme que nous vivons, toutes sont maintenant dépassées. De nouveaux clivages et de nouvelles alliances sont à venir. Les conflits de nos parents seront sans objet et oubliés. Les nouvelles lignes de batailles politiques opposeront les clercs aux clercs, les marxistes aux marxistes et les capitalistes aux capitalistes. Les vieilles idées, réveillées par de nouvelles circonstances, reviendront secouer la terre.»

## Position sur la Biodiversité

### Forum de 1986
David Ehrenfeld a participé au forum sur la biodiversité de 1986 et contribué au livre qui en est issu par un chapitre intitulé «Why put a value on biodiversity?» (pourquoi attribuer une valeur à la biodiversité).
Il s'y oppose à la tentation de donner une valeur économique aux éléments de la biodiversité: «Il n'est pas possible de déterminer la véritable valeur économique d'un élément de la diversité biologique, sans parler de la valeur de la diversité dans son ensemble. Nous n'en savons pas assez sur aucun gène, espèce ou écosystème pour être en mesure de calculer sa valeur écologique et économique dans un contexte plus large. Même dans des systèmes relativement fermés (ou dans des systèmes dont ils prétendent être fermés), les économistes sont incapables de décrire ce qui se passe et très mauvais pour faire des prévisions, même à court terme. »
Pour lui la valeur fait partie intégrante de la diversité; elle ne dépend pas des propriétés des espèces en question, les utilisations auxquelles certaines espèces peuvent ou ne peuvent pas être destinées, ou leur rôle présumé dans l'équilibre des écosystèmes mondiaux. Pour la diversité biologique, la valeur est. Rien plus et rien de moins,. Aucune entreprise d'évaluateurs experts n'est nécessaire pour évaluer ce type de valeur. Et Il est «certain que si nous persistons dans cette croisade pour déterminer la valeur là où la valeur devrait être évidente, il ne nous restera plus que notre cupidité lorsque la poussière sera finalement retombée. Je tiens à préciser que je ne parle pas seulement de l'effort visant à fixer un prix réel à la diversité biologique, mais aussi de la tentative de reformuler le prix en termes de valeur de survie nébuleuse.»  
Même l’argument esthétique ne lui sied pas. L'idée qu'il faut protéger la nature pour sa beauté souffre d’arrogance humaniste, car la beauté n’est que dans l’œil du regardeur. Ce n'est pas un hasard si, parmi les mammifères australiens, le grand, charismatique et diurne kangourou est mieux protégé que les petits et discrets marsupiaux nocturnes.
Mais il ne veut par là pas nier les dangers écologiques que le monde affronte. ll veut montrer que le danger de la diversité déclinant est un danger séparé, un danger pour lui-même. Il ne veux pas non plus affaiblir la conservation. Il veut lui donner une assise hors du terrain glissant des économistes et de leurs alliés philosophiques.

### Relation au concept
En 1992, Ehrenfeld déclare dans une interview: "Je n'ai pas de définition de biodiversité. J'essaye très fort d'éviter les définitions formelles. Quand je la traite dans le journal Conservation Biology - et c'est une raison pour laquelle je n'aime pas le mot - cela veut certainement dire pour certaines personnes la diversité des espèces, étendue pour d'autres  à celle des populations. Pour d'autres encore c'est la diversité génétique, l'hétérozygosie, la diversité allélique, souvent au sein des populations. Pour Beaucoup de gens, cela veut dire la variété des écotypes ou type d'écosystèmes, des types de paysages. Manifestement, c'est toutes ces choses. Mais le plus souvent, quand je pense à la biodiversité , je pense à la pleine et ordinaire diversité des espèces. Et je ne la valorise pas, je ne valorise pas le terme aussi fort que d'autre le fond. Je pense que c'est l'un de ces merveilleux slogans comme développement durable qui, parce que  vaguement  défini, a un grand appel, comme maternité. Mais il peut parfois causer plus de problèmes qu'il ne le vaut".
Il considère que le mot biodiversité appartient à une «mentalité de la télévision. Ainsi, cela a bien pris. C'est facilement transmis par les reporters. Beaucoup de conservationnistes éminents, y compris ceux qui sont  de vrais biopoliticiens, et aussi de très bons conservationnistes, ont trouvé très pratique d'utiliser le terme».

## Divers
Sur l'écologie profonde, Ehrenfeld s'exclame : Dieu sait ce qu'est l'écologie profonde ! Mais il reconnaît que grâce à The Arrogance of Humanism il est une sorte de héros aux yeux de certains écologistes profonds.
Au sujet de la valorisation de la nature, Ehrenfeld a déclaré : « Clairement, nous devons retirer cette valorisation hors de la sphère purement intellectuelle, au moins durant la présente phase de la révolution scientifique...Ce qui reste si nous évitons l'approche coûts-bénéfices, sont les royaumes de l'émotion et de la religion que les scientifique faillibles ne devraient pas mépriser,.
Em 1982, avec le Rabbin Gerry Serotta, Il a organisé la première conférence sur le judaïsme et l'environnement.

## Publications
- Biological Conservation (1970)
- Conserving Life on Earth (1972)
- The Arrogance of Humanism (1978)
- The Chameleon Variant (1980)
- Beginning Again: People and Nature in the New Millennium (1993)
- "War and Peace and Conservation Biology," Conservation Biology, 14(1): 105-112. (2000)
- "A Postscript to Orr's Commandments," Conservation Biology, 15(4): 825-826. (2001)
- Swimming Lessons: Keeping Afloat in the Age of Technology (2002)
- "Sustainability: Living with imperfection," Conservation Biology, 19 (1) 33-35. (2005)
- "The Environmental Limits to Globalization," Conservation Biology, 19 (2) 318-326. (2005)
- Becoming Good Ancestors: How We Balance Nature, Community, and Technology (2009)
- "Urban Wetlands: An Opportunity for Environmental Conservation in China," Asian Journal of Ecotoxicology, vol 4(2) 295-299. (2009)